# تپه مستقران
تپه مستقران مربوط به هزاره اول قبل از میلاد - سده‌های میانه دوران‌های تاریخی پس از اسلام است و در شهرستان ورزقان، بخش مرکزی، دهستان ازومدل شمالی، چسبیده به ضلع شرقی روستای مسقران واقع شده و این اثر در تاریخ ۲۷ اسفند ۱۳۸۷ با شمارهٔ ثبت ۲۶۳۶۵ به‌عنوان یکی از آثار ملی ایران به ثبت رسیده است.